# Manzanita (Oregon)
Manzanita è una città degli Stati Uniti d'America situata nell'Oregon, nella Contea di Tillamook.